# Pangong Tso
El lago Pangong o Pangong Tso (Tso, en ladhaki, significa «lago») es un lago situado en el Himalaya, a una altitud de unos 4.250 m. Tiene 134 km de largo y se extiende desde la India al Tíbet. Dos terceras partes de la longitud del lago se encuentran en territorio chino. Llega a los 5 km en su punto más ancho. En invierno el lago se congela totalmente a pesar de que su agua es salada.
A Pangong Tso se puede llegar en coche en 5 horas a partir de Leh, por una carretera de montaña muy difícil. La carretera pasa por el paso de Changla, a una altitud de 5.360 m. El acceso al lago se encuentra abierto en la temporada turística, de mayo a septiembre.
Se precisa un permiso especial para acceder al lago. Mientras que un indio puede pedir un permiso a título individual en Leh, los ciudadanos no indios necesitan formar un grupo de al menos cuatro personas para conseguirlo. Por razones de seguridad, no se permite navegar en barco por el lago.